# Jules Braouezec
Pour les articles homonymes, voir Braouezec.
Jules Édouard Braouezec, né le 29 octobre 1828 à Morlaix et mort à Paris le 3 avril 1870, est un officier de marine, que l'histoire retient pour ses explorations de l'Afrique (Gabon, Sénégambie, Fouta-Djalon, etc.), 20 ans avant Savorgnan de Brazza.
En Bretagne, au moins deux rues portent son nom (Morlaix et Brest), d'après Les noms qui ont fait l'histoire de Bretagne, 1997.

## Source
- Les noms qui ont fait l'histoire de Bretagne, Coop Breizh et Institut culturel de Bretagne, 1997, notice de Bernard Le Nail.
- Officiers et anciens élèves : Jules Édouard Braouezec.